# Otto Rannow
Otto Rannow (* 23. Juli 1866 in Neu Schönwalde, Kreis Regenwalde; † nach 1932) war ein deutscher Landwirt und Politiker (DNVP).

## Leben
Der Landwirt besaß einen Bauernhof in Friedrichsdorf bei Falkenburg und war Vorsitzender des Pommerschen Landbundes.
Im Mai 1928 wurde er für die Deutschnationale Volkspartei (DNVP) als Abgeordneter in den Preußischen Landtag gewählt, dem er bis 1932 angehörte. Im Parlament vertrat er den Wahlkreis 6 (Pommern).